# Kalobatippus
Kalobatippus es un género extinto de équido de la subfamilia Anchitheriinae. Se alimentaba de hojas y se caracterizaba por tener patas inusualmente largas. Vivió entre 24 y 19 millones de años. El nombre del género hace referencia a sus huesos alargados entre el carpo/tarso y los dedos de los pies.